# Cazaquistão nos Jogos Olímpicos de Verão de 1996

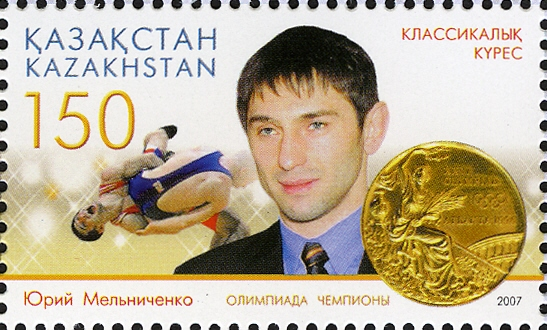
Selo cazaque em homenagem ao medalhista Yuri Melnichenko, vencedor da categoria Luta greco-romana - 52-57 kg

Cazaquistão participou dos Jogos Olímpicos de Verão de 1996 em Atlanta, Estados Unidos.

## Desempenho

### Atletismo
Masculino
| Prova         | Atleta | Preliminares | Preliminares | Quartas     | Quartas     | Semifinal   | Semifinal   | Final       | Final       |
| Prova         | Atleta | Marca        | Posição      | Marca       | Posição     | Marca       | Posição     | Marca       | Posição     |
| ------------- | ------ | ------------ | ------------ | ----------- | ----------- | ----------- | ----------- | ----------- | ----------- |
| Vitaliy Savin | 100 m  | 10s52        | 5º/bat. 10   | Não avançou | Não avançou | Não avançou | Não avançou | Não avançou | Não avançou |